# Oberloisdorf
Oberloisdorf is een gemeente in de Oostenrijkse deelstaat Burgenland, gelegen in het district Oberpullendorf. De gemeente heeft ongeveer 800 inwoners.

## Geografie
Oberloisdorf heeft een oppervlakte van 10,65 km². Het ligt in het uiterste oosten van het land.
Deutschkreutz · Draßmarkt · Frankenau-Unterpullendorf · Großwarasdorf · Horitschon · Kaisersdorf · Kobersdorf · Lackenbach · Lackendorf · Lockenhaus · Lutzmannsburg · Mannersdorf an der Rabnitz · Markt Sankt Martin · Neckenmarkt · Neutal · Nikitsch · Oberloisdorf · Oberpullendorf · Pilgersdorf · Piringsdorf · Raiding · Ritzing · Steinberg-Dörfl · Stoob · Unterfrauenhaid · Unterrabnitz-Schwendgraben · Weingraben · Weppersdorf
- Gemeinsame Normdatei: 4683128-9
- Nationale Bibliotheek van Israël: 987011548476205171
- Virtual International Authority File: 248737125